# Niederfeulen
Niederfeulen (luxembourgeois: Nidderfeelen) est une section de la commune luxembourgeoise de Feulen située dans le canton de Diekirch.
C'est le centre administratif de la commune.